# الخطوة (بكيل المير)

تعديل مصدري - تعديل

الخطوة هي إحدى قرى عزلة فاس بمديرية بكيل المير التابعة لمحافظة حجة، بلغ تعداد سكانها 53 نسمة حسب تعداد اليمن لعام 2004.